# Koninkrijk Etrurië
Het Koninkrijk Etrurië was een in 1801 door Napoleon Bonaparte uit het Groothertogdom Toscane geschapen staat voor het huis Bourbon-Parma. Deze familie kreeg het grondgebied ter compensatie voor hun hertogdom Parma dat hij had geannexeerd. De naam verwijst naar het oude Etrurië, thuisland van de Etrusken, dat ongeveer hetzelfde gebied besloeg.
De eerste koning van Etrurië werd Lodewijk (1773-1803), echtgenoot van hertogin Maria Louisa van Bourbon (1782-1824), dochter van Karel IV van Spanje. Deze stierf echter al in 1803 en werd opgevolgd door zijn zoon Karel Lodewijk¹ (1799-1883) met Maria Louisa als regent.

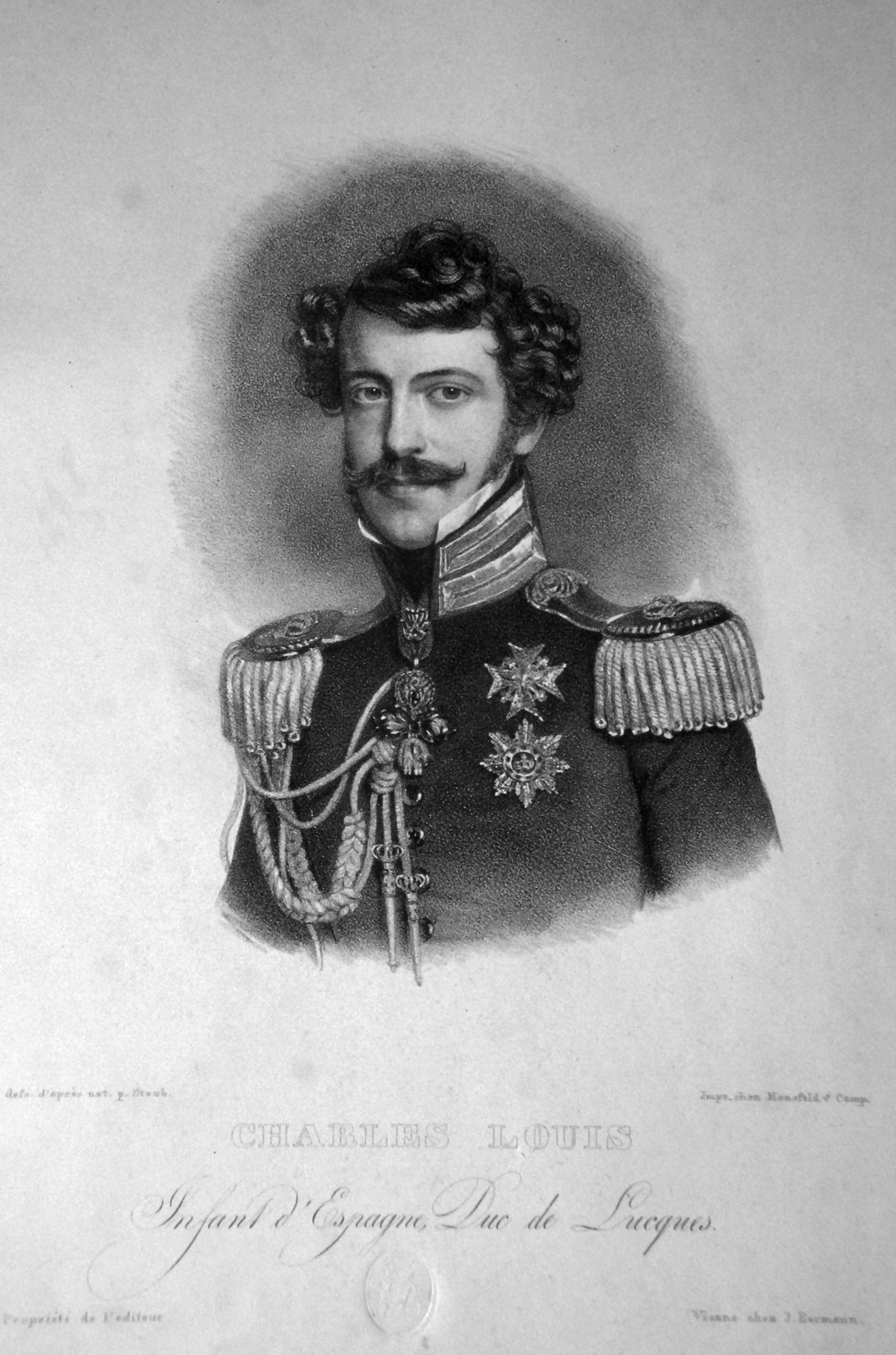
Karel Lodewijk

Het Verdrag van Fontainebleau maakte in 1807 alweer een einde aan het jonge koninkrijk. Etrurië werd aan Frankrijk toegevoegd onder de vorm van drie departementen: Arno, Méditerranée en Ombrone. In ruil stond Frankrijk Noord-Portugal af aan Spanje. Napoleon herstelde het groothertogdom Toscane en schonk het aan zijn zuster Elisa Bacciocchi. Na Napoleons val in 1814 en het Verdrag van Fontainebleau (1814), kwam de oude Habsburgse groothertog Ferdinand III weer aan de macht. Karel Lodewijk kreeg ter compensatie na het Congres van Wenen in 1815 het hertogdom Lucca toegewezen.
¹ ook Lodewijk II genoemd, in zijn hoedanigheid van hertog van Parma Karel II en als hertog van Lucca Karel.